# بابی لشلی

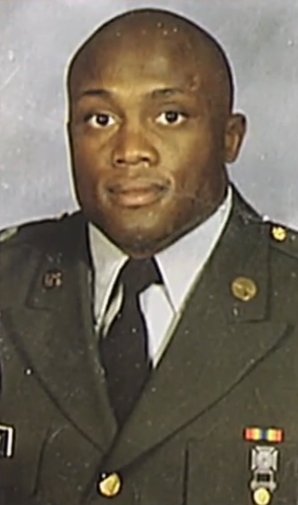
بابی لشلی با لباس نظامی در زمان خدمت در ارتش آمریکا

فرانکلین روبرتو "بابی" لشلی (به انگلیسی: Franklin Roberto "Bobby" Lashley) (متولد ۱۶ ژوئیه ۱۹۷۶) یک رزمی کار مرکب آمریکایی پانامائی‌تبار و کشتی‌گیر حرفه‌ای و یک کشتی‌گیر آزاد و گروهبان ارتش آمریکا است.
او در فیلم خونریزی بازی کرده‌است.

## زندگی ورزشی
در طول دوران کشتی حرفه‌ای اش بهترین دورانش را در کمپانی دبلیودبلیوای گذراند او در مجموع یک بار قهرمان آمریکا، دو بار قهرمان سنگین‌وزن جهان و دو بار قهرمان ECW جهان شده. وی اهل colorado springs است و فعالیت خود را در کشتی از سال ۱۹۹۹ یعنی در سن ۲۳ سالگی شروع کرد وی در ۱۹ سالگی در ارتش بوده و بهترین و سخت‌ترین اموزش‌ها را در ارتش سپری کرده‌است وی از سن ۱۶ سالگی بدنسازی را آغاز کرد مردی بود با استخوان بندی درشت و بازوی بسیار خیره‌کننده بود. او در بدن سازی سخت تمرین می‌کرد وی با پودرهایی که به گفتهٔ متخصصان این پودر هیچ ضرری ندارد
کار خورد را آغاز کرد و به یک بدنساز و رزمی کار کامل تبدیل شد وی در ۱۸ سالگی ورزش بوکس را شروع کرد و یکی از بهترینهای بوکس شناخته می‌شود
وی بعد از Wrstil mania 34 دوباره کار خود را در wwe شروع کرده‌است
او تا به امروز دو بار قهرمان کمربند دبلیودبلیوئی شده‌است.